# マーク (プロレス)
マーク (mark) は、プロレスを真剣勝負（リアル）であると認識し、物語（ストーリー）も実際のものであると認識するファン層を示すプロレスにおける隠語である。ケーフェイの存在を認識していないファンは、マークとされる。対義語はスマート (smart)。
かつてのプロレスはボクシングのような「勝敗を争う競技」であるか否かがぼかされており、どの地域でもプロレスと格闘技の混同は多少見られた。日本でもプロレスが定着した1950年代にはすでにこの手の議論が行われていた。

## 概要
幼年者に多いとされるが、成人のマークも存在する。昭和期の日本では大人の熱心なマークも多数存在したとされるが、以下の理由により現在は少数派となっている。
- ミスター高橋の著書「流血の魔術 最強の演技」（講談社）、金子達仁が高田延彦のインタビューを元に執筆した「泣き虫」（幻冬舎）の中で、アングルの存在が明言されたこと。同様の暴露は門茂男、佐山聡、梶原一騎、ユセフ・トルコらも行っていた。
- 株式の上場による経営の透明性確保の都合や、労災関係の裁判で、台本の存在を明かしているWWEや、WWEを参考にしたハッスルのプロレスが浸透したこと。
- K-1やPRIDEの興行により、プロレスとは大きく異なる試合内容がリアルなものと認知されたこと。マークの多くがこれら総合格闘技系興行に流れたという見方がある。
- 大仁田厚・中牧昭二とセッド・ジニアス間の民事訴訟などにより、司法の場でプロレスにおける打ち合わせの存在が認定されたこと。

プロレス会場における日米の感情表現の違いから、アメリカ人はマークが多いと日本でいわれることがある。しかし、1990年代前半に UsenetのRec.Sport.Pro-Wrestling では、プロレスの試合には打ち合わせ済みの決着 (predetermined outcome) が19世紀から存在したことをFAQに明記していたのに対し、同時期の日本では同様の話題に関するフレームが多発しており、一概にアメリカ人にマークが多いとは断定できない。

### 日本のマーク
日本では一部のプロレスのみをリアルと認識しているマークが多い。
例えば、現在のアメリカン・プロレスはリアルではないが、日本のプロレスは別物と考えるマークなどである。
これは、マーク向け専門誌が、力道山、ジャイアント馬場らが修行した1950年代、1960年代のアメリカン・プロレスを持ち上げる一方で、日本との関係が薄くなった1980年代以降のアメリカン・プロレスを堕落したものとして紹介した影響である。
プロレスに対して偏った認識を持つマークの存在は、しばしばファン同士の誹謗・中傷の原因となっている。
ストロングスタイルを標榜したかつての新日本プロレスは、マーク層の取り込みに極めて積極的であった。そのため1980年代はストーリー上の悪役が嫌がらせを受けたり、ファンが公演内容への不満から会場へ放火を試みるなどの事件を起こしたほどであった。しかし近年ではファン層の変化から大きく方針を転換しており、往年のようなマークへのアピールはほぼ見られなくなっている。
1980年代以降に登場したUWF系団体は、ノックアウト、ギブアップによる完全決着を売物にしたプロレスでマーク層の支持を得た。当時の老舗団体はプロレスラーの格に配慮し、両者リングアウトや乱入など不透明決着を乱発して、プロレスの仕組みを理解しきれないマークがフラストレーションを感じていた。UWF系団体の完全決着を重視するスタイルは、老舗団体であった新日本プロレス、全日本プロレスにも影響を与えた。